# Symplocos pilosa
Symplocos pilosa là một loài thực vật có hoa trong họ Dung. Loài này được Rehder miêu tả khoa học đầu tiên năm 1916.